# تیم ملی فوتبال زنان ونزوئلا
تیم ملی فوتبال زنان ونزوئلا نماینده ونزوئلا در مسابقات بین‌المللی فوتبال زنان است.